# Material rodante del subte de Buenos Aires
El subte de Buenos Aires es uno de los metros con mayor diversidad de material rodante en el mundo. A su vez, es también uno de los sistemas que menos coches ha retirado de servicio, habiendo sustituido solo cuatro modelos de material rodante en sus 111 años de historia, tres de ellos de la misma línea (Línea A).

## Historia

### Inicios
En 1912 la Compañía de Tranvías Anglo Argentina realizó la elección del material rodante para su línea 1, que debía tener los siguientes requisitos: trocha media estándar de 1435 mm; tracción eléctrica de 1100 voltios de corriente continua y de 550 voltios de corriente continua, que se pudieran alternar cómodamente; gálibo tranviario estándar; plataformas tranviarias y puertas a nivel del suelo del vehículo que sean compatibles en altura con las plataformas subterráneas.
Dos fabricantes postularon sus modelos, una inglesa y otra belga. La primera era la compañía United Electric, quien proponía unos coches con los requisitos básicos exigidos, categorizados como "de lujo". Se destacaban en ellos los asientos de esterilla color beige, sus molduras y finas terminaciones y su gran comodidad. La compañía belga, La Brugeoise et Nicaise et Delcuve, dispondría a la compañía de coches muy similares a los ingleses, aunque con terminaciones menos delicadas y con asientos de cuero, junto con otros detalles que los diferenciaban. El modelo de coches por los que optó la CTAA, fue el de La Brugeoise, no obstante la United Electric envió a la compañía unas cuatro unidades- numeradas del 1 al 4- las cuales fueron puestas en circulación para eventos especiales y viajes reservados para actos. Los coches La Brugeoise fueron llegando en series, hasta 1929. Esos coches continuaron prestando servicio hasta fines de 2012 en la actual Línea A, batiendo el récord de ser los vehículos más antiguos del mundo prestando servicio.

### Diversidad
La característica diversidad del subte de Buenos Aires no se formó sino con la historia misma. A lo largo de ella, las nuevas compañías que construyeron sus propias líneas fueron adquiriendo nuevos modelos de material rodante que con el tiempo se hicieron característicos de cada línea o empresa. 
Ya en la época estatal, aún se seguían incorporando modelos, no como una red concisa, sino por cada línea por separado. En la era de concesión, durante la operatoria de Metrovías S.A., se han adquirido por primera vez en la historia del subte coches usados. Fueron estos los Nagoya 250/300/1200 para las líneas C y D, sin significar un reemplazo total; y los Eidan 500 Mitsubishi para la línea B, significando así un reemplazo total y la primera radiación masiva de material rodante del subte. Con el nuevo milenio se realiza una nueva adquisición de material rodante, de nuevo a una sola línea, dejando a la red un total de diez modelos de material rodante.

## Material operando actualmente
Estado de la flota al 14 de noviembre de 2024.
| Línea | Flota tipo                                  | Coches disponibles | Coches en mantenimiento | Coches en RG | Total p/flota | Año de Fabricación | Notas |
| ----- | ------------------------------------------- | ------------------ | ----------------------- | ------------ | ------------- | ------------------ | --- |
|       | CNR-Citic Serie 200                         | 105                |                         | -            | 105           | 2013-2017          | 9 formaciones fueron transferidas a la Línea |
|       | Mitsubishi Eidan Serie 500                  | 114                | 6                       | 6            | 126           | 1954-1965          | Alimentados por tercer riel. Las unidades se encuentran próximas a su retirada de servicio, producto de la renovación programada de la flota de la línea. |
|       | CAF-6000                                    | 30                 | 52                      | -            | 82            | 1998-2003          | Alimentados por catenaria rígida. Una sexta formación aún no fue asignada al servicio.                                                                    |
|       | CNR-Citic Serie 200                         | 45                 | 0                       | 0            | 45            | 2013-2017          | Transferidos de la Línea |
|       | Hitachi - Nippon Sharyo "Nagoya" serie 5000 | 12                 | 12                      | -            | 30            | 1980               | Actualmente solo está la formación "X" y "Q" funcionando los dias hábiles y horas pico.                                                                   |
|       | Alstom Metrópolis 100                       | 60                 | 0                       | 0            | 60            | 2001-2009          | 5 formaciones fueron transferidas a la Línea |
|       | Alstom Metrópolis Serie 300                 | 84                 | 0                       | 0            | 84            | 2015-2019          | |
|       | Fiat-Materfer                               | 64                 | 18                      | 0            | 82            | 1980-1997          | Transferidos de las líneas y Formaciones de 4 coches. |
|       | Alstom Metrópolis 100                       | 30                 | 0                       | 0            | 30            | 2009               | Transferidos de la línea Formaciones de 5 coches. |
|       | Fiat Materfer-Siemens Serie Premetro        | 9                  | 1                       | 1            | 11            | 1989               | |
| Total | Total                                       | 544                | 112                     | 37           | 693           |                    | |

### Línea A

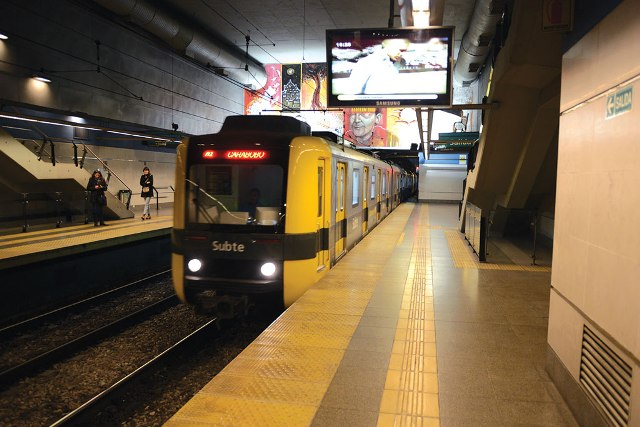
Un CNR-CITIC serie 200 en la estación Puán.

Cuenta con 21 formaciones chinas CNR-Citic Serie 200, las cuales ingresaron entre 2013 y 2019 reemplazando a los centenarios Coches La Brugeoise  de un total de 30 adquiridas, siendo las primeras 9 transferidas a la Línea C. Las formaciones Fiat-Materfer de la década de 1980 que habían entrado como refuerzo fueron transferidas a la Línea D y luego a la E.

### Línea B

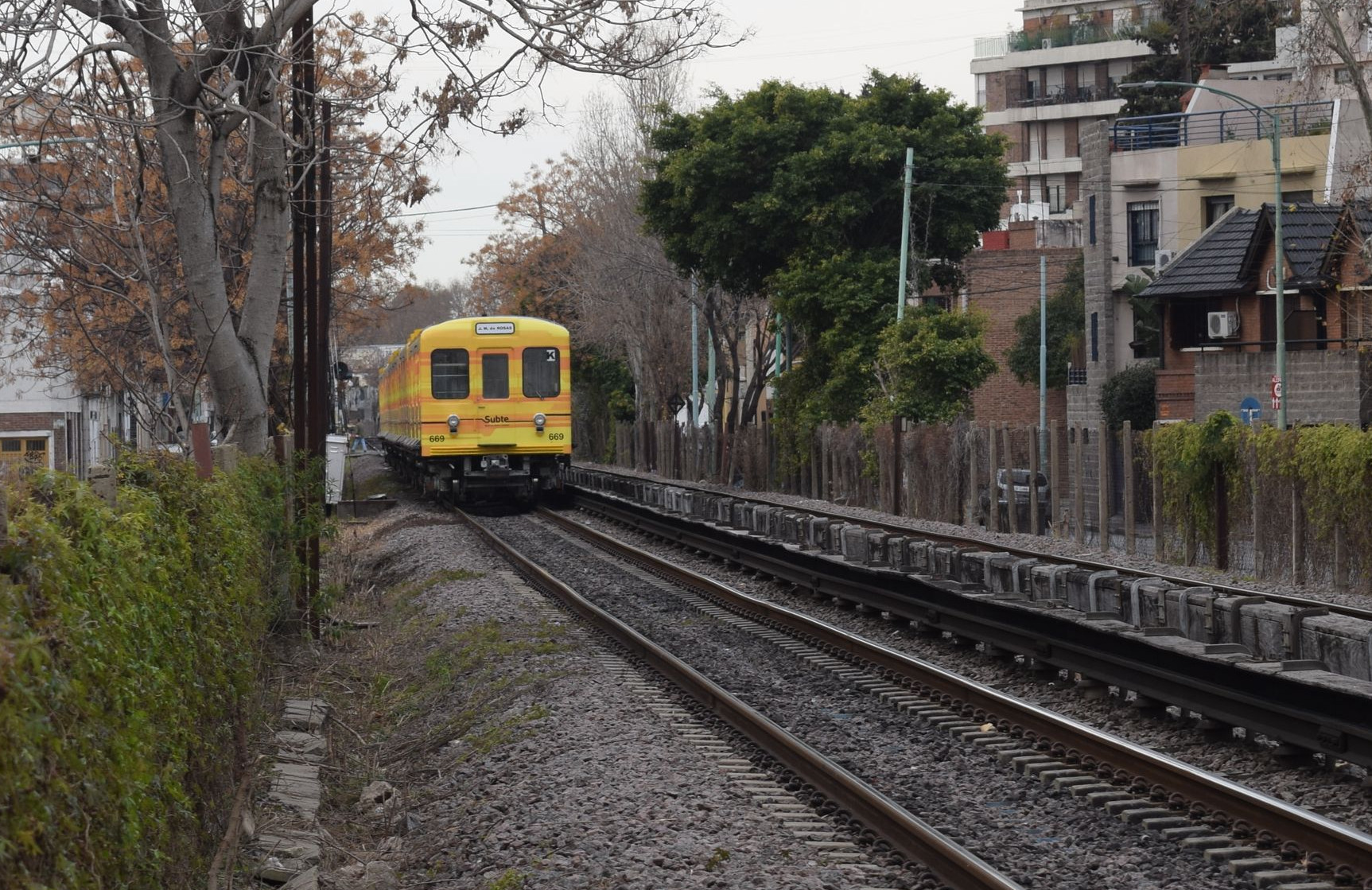
Un Mitsubishi Eidan 500 circulando por la superficie en la línea Urquiza.

Cuenta con veintiún formaciones Mitsubishi Eidan Serie 500 que funcionaron en la línea Marunouchi del metro de Tokio durante 1954-1994, apodadas localmente como Mitsubishi, y 86 coches CAF serie 6000 del metro de Madrid, compradas por Subterráneos de Buenos Aires.
Las formaciones CAF serie 5000 fabricadas en la década de 1970 en España y compradas al metro de Madrid,entraron en servicio en el año 2013, y a 5 años de su puesta en funcionamiento fueron radiadas del servicio por confirmarse la presencia de asbesto.
En el año 2017, tres coches Mitsubishi regresaron a Japón para ser restaurados como reliquias.

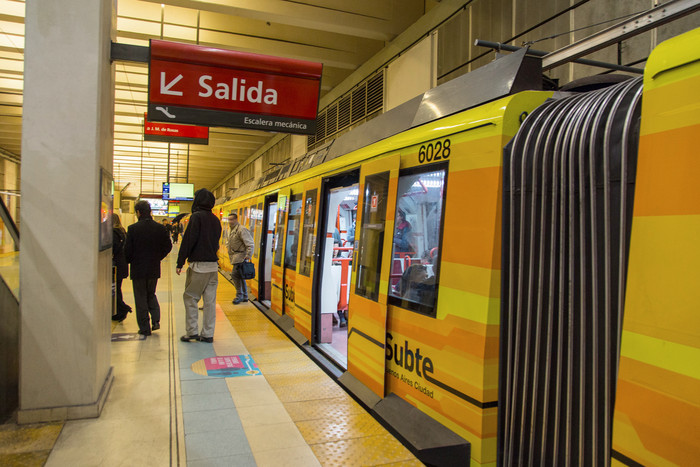
Un CAF serie 6000 en la estación De los Incas.

### Línea C

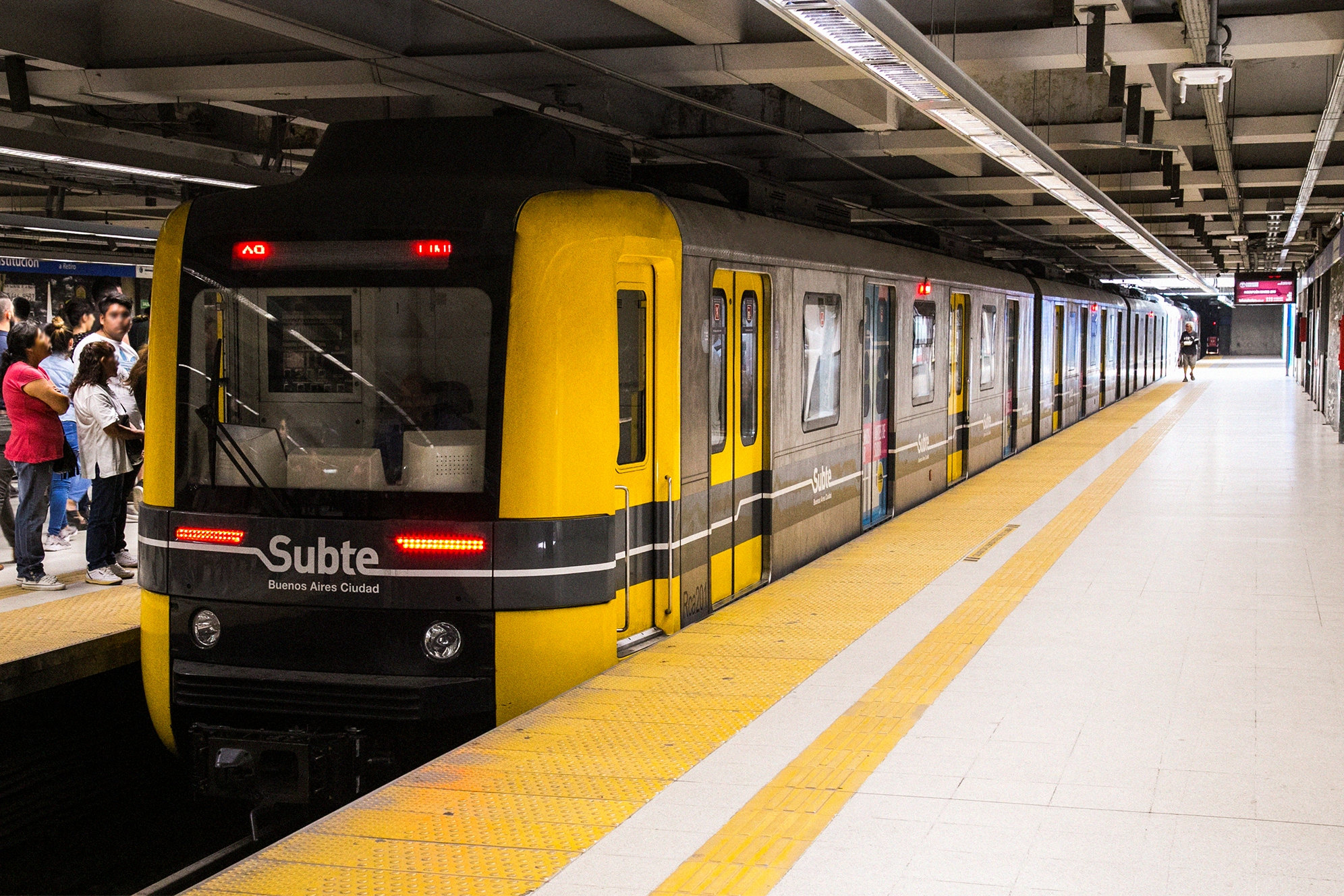
Un CNR-Citic serie 200 en la estación Constitución.

Cuenta con 9 formaciones CNR-Citic Serie 200 provenientes de la línea A. Más 3 formaciones Hitachi-Nippon Sharyo serie 5000 provenientes de la línea Higashiyama del metro de Nagoya (anteriormente la Línea C contaba con 5 formaciones "Nagoya", pero gracias a un incidente en un taller se redujo el servicio).
Estos últimos fueron alcanzados por la polémica de funcionar con piezas que contienen asbesto (material cancerígeno que afecta las vías respiratorias) y que también afecta a otras formaciones en la red porteña.

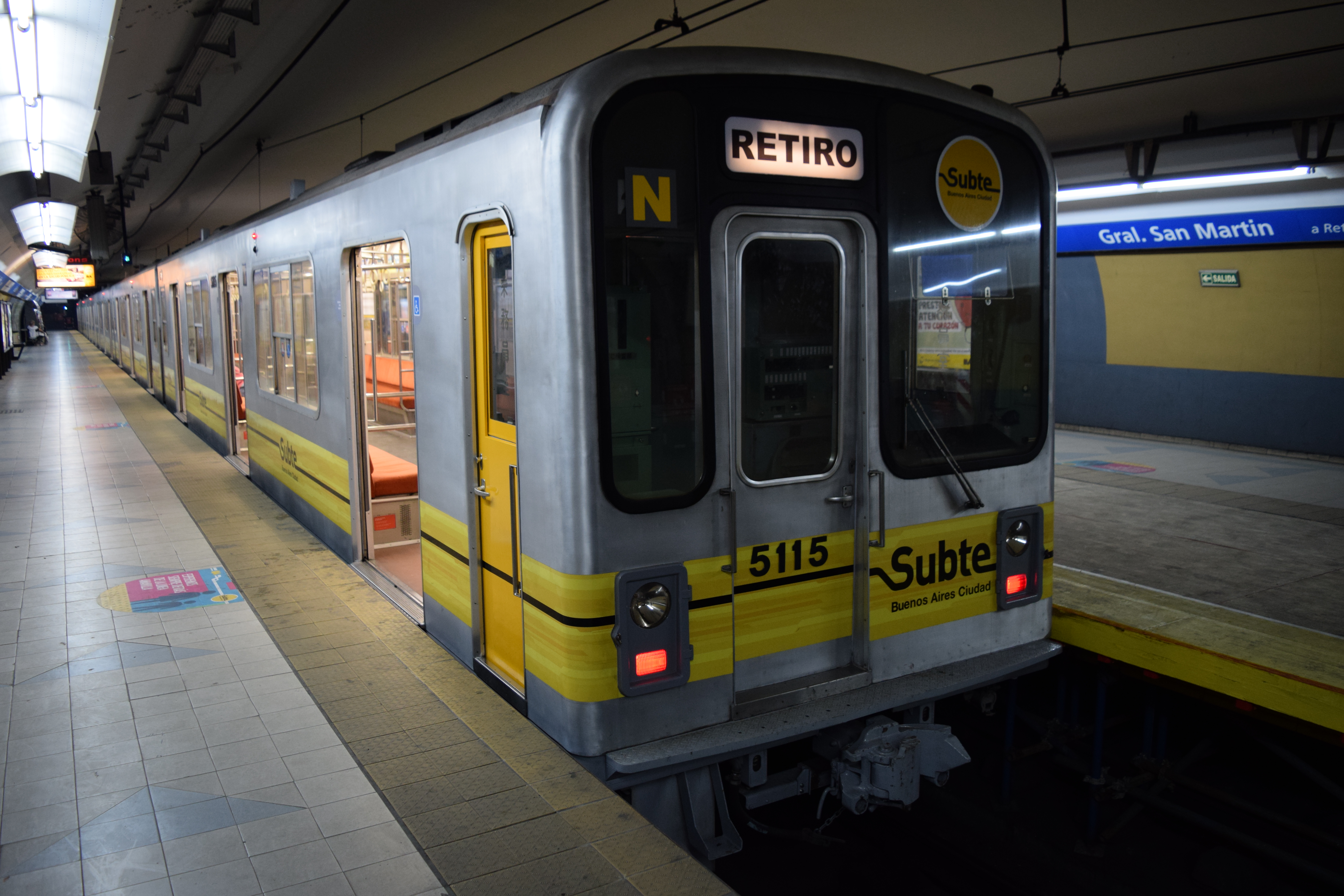
Un Nagoya serie 5000 en la estación Gral. San Martín.

### Línea D

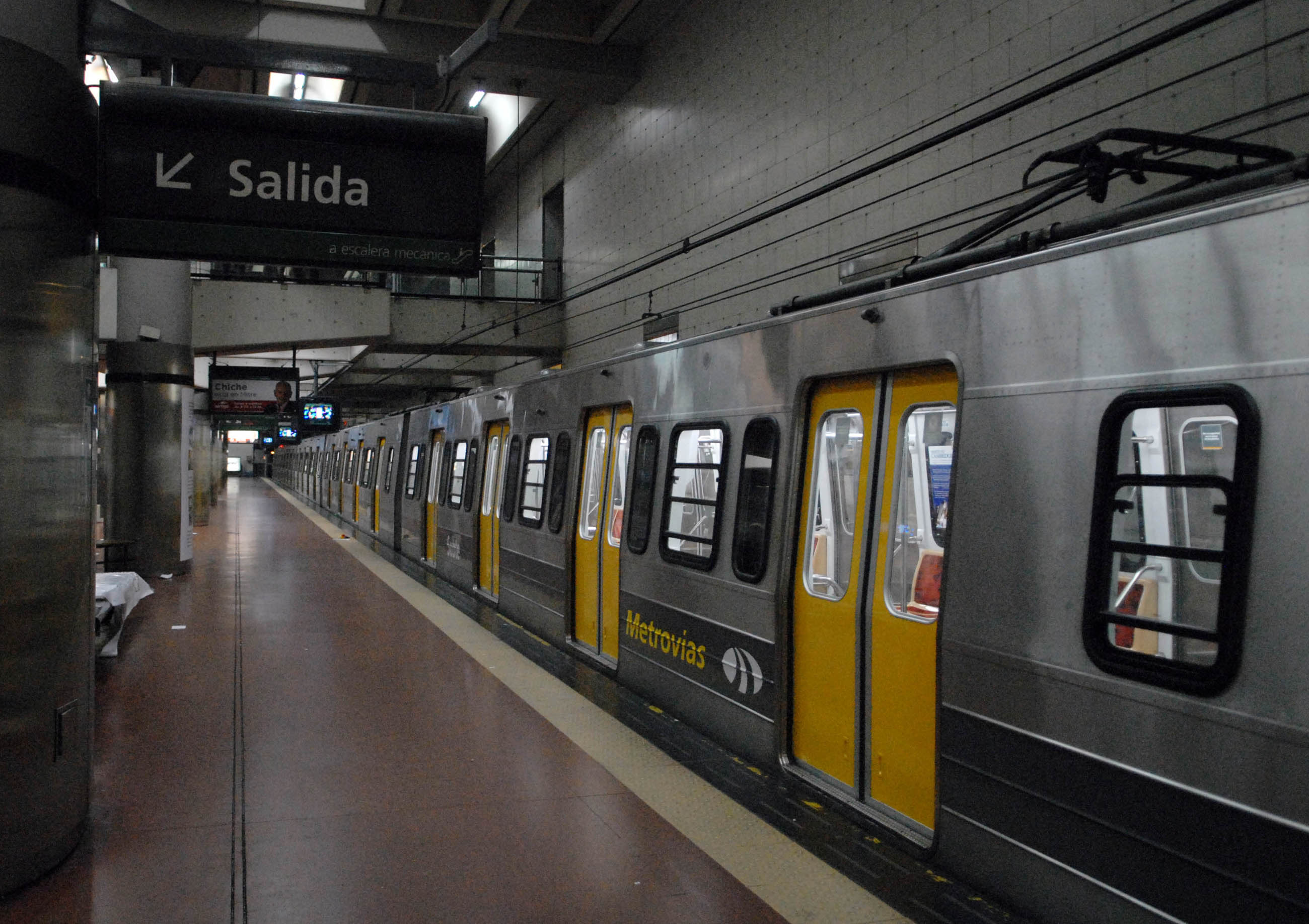
Una formación de la Serie 100 de Alstom en la estación Congreso de Tucumán.

Tiene en su flota quince formaciones Alstom Metrópolis series 100 , fabricadas en Brasil y Argentina, entregadas durante 2001-2009. Como así también 7 formaciones Alstom Metrópolis Serie 300, con aire acondicionado.

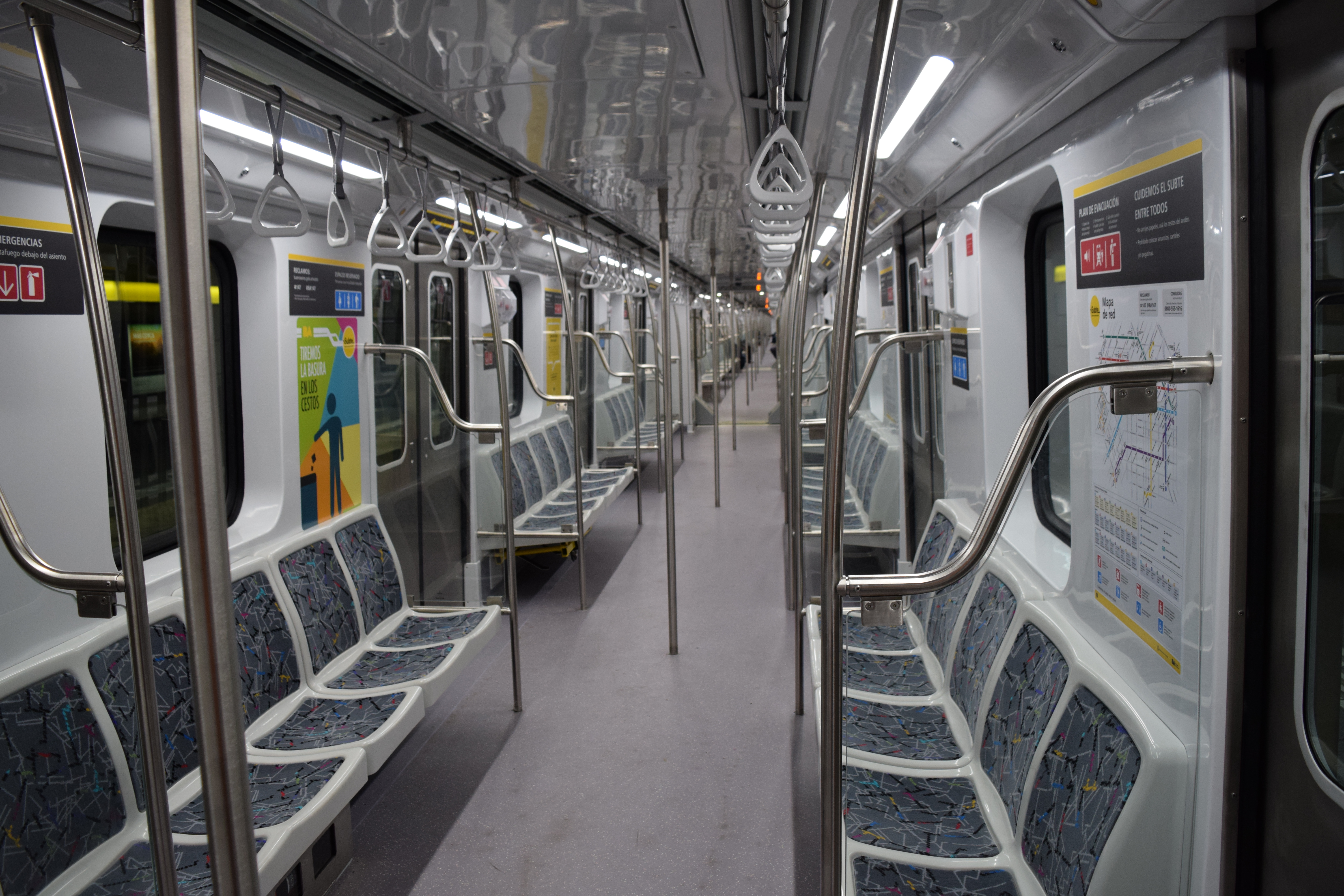
Interior de una formación de la Serie 300 de Alstom.

### Línea E

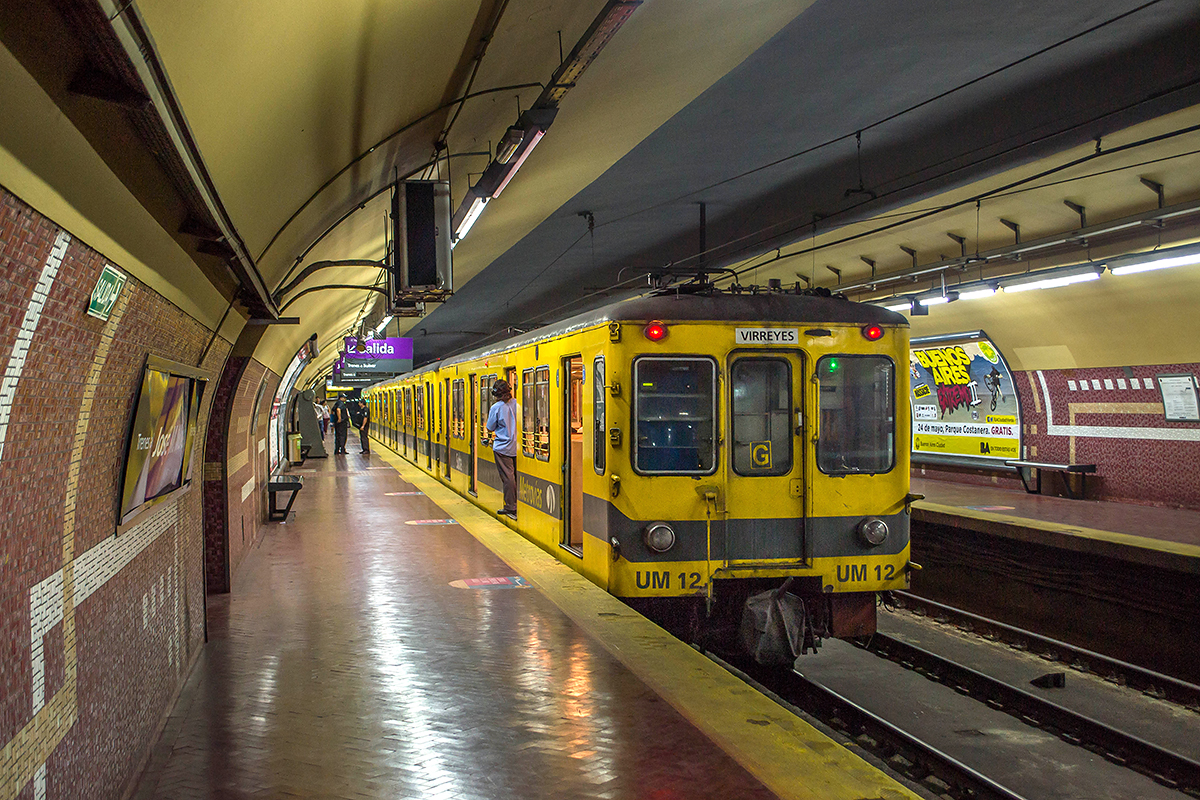
Un CAF-GEE en la estación José María Moreno.

Cuenta con 8 o más formaciones Fiat Materfer provenientes de las líneas A y D. Otro número de formaciones se encuentran en reparaciones, a la espera de reforzar el servicio. En octubre de 2019 comenzó a probarse una formación Alstom Metrópolis Serie 100 y finalmente fue puesta en servicio a principios de noviembre. Se espera que más formaciones de este modelo lleguen a la línea.
Las formaciones fabricadas por CAF-General Eléctrica Española en 1964, están siendo radiadas de servicio (sin confirmación oficial) debido a su antigüedad, el mal estado en que se encuentran y por contener asbesto en sus componentes. 

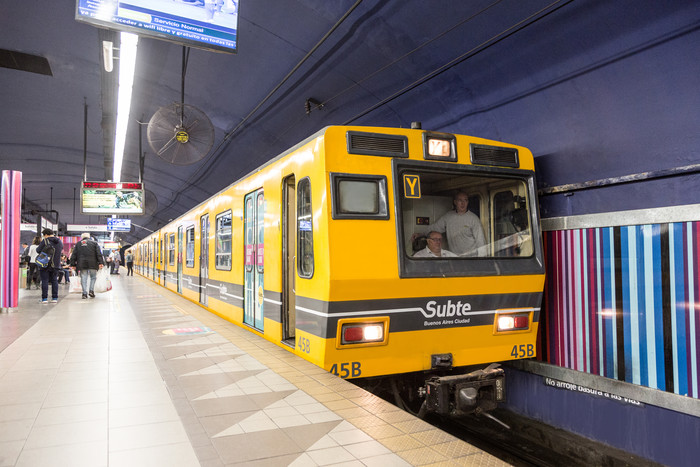
Un Fiat-Materfer en la estación Bolívar.

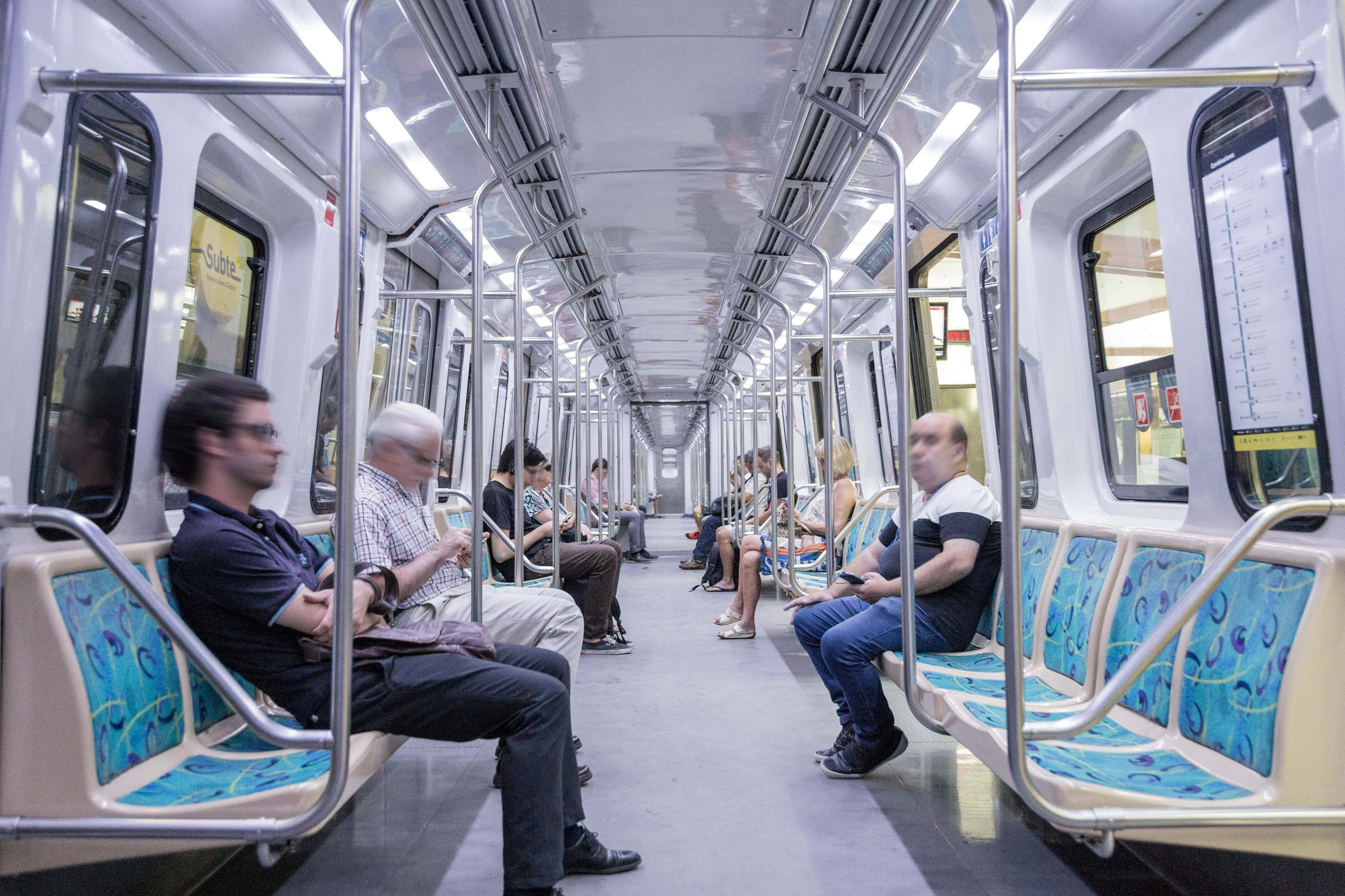
Interior de una formación de la Serie 100.

### Línea H

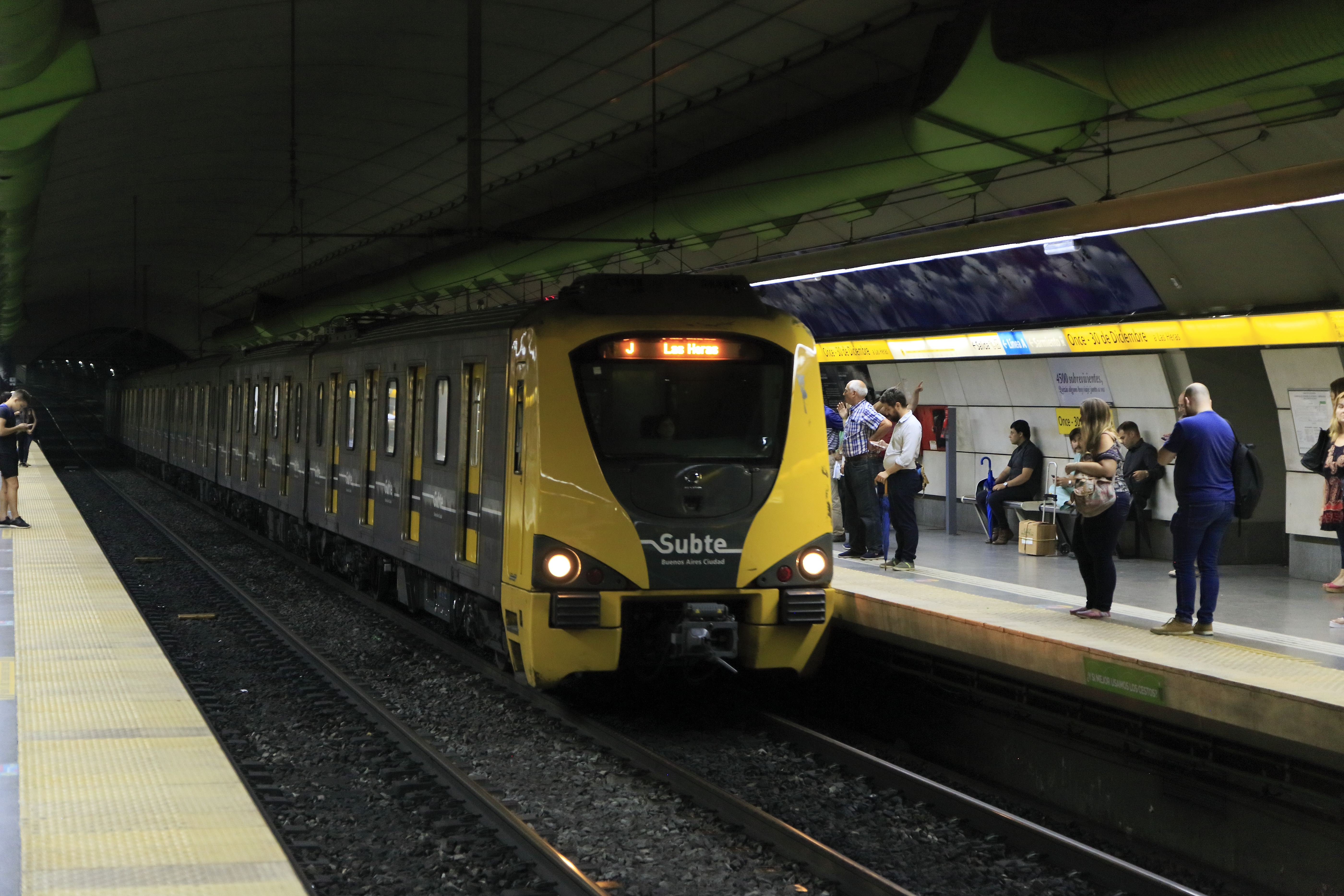
Un tren de la Serie 300 en la estación Once.

Hasta el 4 de julio de 2016 contó con ocho formaciones Siemens O&K de la década de 1930. Desde ese día comenzaron a circular 36 coches cero kilómetro elaborados por la firma Alstom en Brasil, hasta completar 13 formaciones.

## Material rodante por modelo

### La Brugeoise
Fabricados a partir de 1911, y en series, hasta 1919.  Algunos coches adicionales se produjeron en Argentina hasta 1944, cuando se incorporaron los coches 124 y 125. Hasta su salida de circulación en 2012, fueron la flota de vehículos subterráneos en servicio más antigua del mundo. Poseen, en general, capacidad para 40 pasajeros sentados y 140 de pie. Los asientos son de varillas de madera. En 2012, este modelo fue sacado de circulación aunque, según trascendió, se pretende mantener ciertas formaciones en servicio para realizar recorridos turísticos los fines de semana.

#### Primera Serie
Con numeración del 5 al 50, llegaron a Buenos Aires a mediados de 1913. Disponían de plataformas tranviarias, cortinillas, revestimientos de madera, artefactos eléctricos tallados con formas de hojas de acanto, tapicería en cuero escarlata

#### Segunda Serie
Los coches numerados del 51 al 84, llegaron en diciembre de 1913; los restantes, numerados del 85 al 120, llegaron en 1919, una vez finalizada la Primera Guerra Mundial. A diferencia de la primera serie, las plataformas tranviarias se encontraban al mismo nivel que el techo del resto de la unidad.

#### Tercera Serie
Los numerados del 121 al 125, fueron construidos en Polvorín los talleres del Subte de Buenos Aires, a partir de 1921 y todos poseían diferentes características.

#### Reformados
A mediados de la década del 20 y debido a la supresión del servicio por superficie entre Primera Junta y Floresta, se modificó la carrocería de los coches, suprimiendo las plataformas tranviarias por una cabina de frente curvo en cada extremo, la apertura de una puerta central y modificaciones varias en las ventanillas, ganando fortaleza estructural y espacio útil para pasajeros.
Varias unidades fueron reformadas en un intento de modernizarlas, destacando entre ellas los "lagartos" (apodo que se les dio por su coloración verde), que fueron utilizados durante 1986 en las pruebas del Premetro y de las que hoy en día es conservada una sola por la Asociación Amigos del Tranvía.

#### Serie Brugeoise-EMEPA
En la década de 1980, con la idea de reformar los legendarios coches de madera que se asomaban a sus 70 años, se enviaron 15 de estas unidades a la planta bonaerense de EMEPA, en Chascomús. Se las dotó de una nueva carrocería metálica, que entre otros adelantos poseía puertas de apertura y cierre automáticas. Su capacidad para el pasaje sentado se vio reducida por ir provistas de cabinas que abarcan todo el ancho del vehículo. Fueron radiados junto con los coches originales.
| País de fabricación    | Bélgica y Argentina                              |
| Periodo de Fabricación | 1913-1919. Reforma parcial en 1980               |
| Composición            | 5 coches motor                                   |
| Capacidad              | 42 personas sentadas y 140 de pie por coche      |
| Velocidad máxima       | 50 km/h                                          |
| Dimensión              | Longitud: 15.80 m / Ancho: 2.60 m / Alto: 2.38 m |
| Freno de servicio      | neumático                                        |
| Freno de emergencia    | neumático                                        |
| Puertas                | 3 por lado                                       |
| Alimentación           | Pantógrafo / 1.100 Vcc                           |
| Peso                   | 28.000 kg                                        |

#### Restaurados
Tras ser retirados del servicio en enero de 2013, y por los festejos del centenario de la red SBASE, se procedió a restaurar los coches identificados como 5 y 16 para que fueran exhibidos en la estación Plaza de Mayo durante los festejos. Estos fueron adaptados para funcionar en 1.500 Vcc y su apariencia a la de 1980.

### Siemens-Schuckert-Orenstein & Koppel
Originalmente puestos en funciones en la Línea C, fueron alternando su circulación entre la línea susodicha y las D, E y H. Su formación básica es la dupla, en donde un coche motriz con pantógrafo corría junto a un coche acoplado, ambos con las mismas características de carrocería, en formaciones de 4 o 6 coches.
| País de fabricación    | Alemania                                        |
| Periodo de Fabricación | 1934-1937-1944                                  |
| Composición            | 6 coches (M-R + M-R + M-R) 4 coches (M-R + M-R) |
| Capacidad              | 162 personas sentadas y 564 de pie              |
| Velocidad máxima       | 65 km/h                                         |
| Dimensión              | Longitud: 17 m / Ancho: 2.60 m / Alto: 2.34 m   |
| Freno de servicio      | Neumático                                       |
| Freno de emergencia    | Neumático                                       |
| Alimentación           | Pantógrafo / 1.500 Vcc                          |
| Potencia               | 115 kW por motor                                |
| Peso                   | 31.980 kg por coche                             |

#### Partida adicional de 1954-1960
Como parte del segundo plan quinquenal de Juan Domingo Perón, se ordenó la fabricación de una partida adicional de coches Siemens-Schuckert O&K para aumentar la capacidad de las líneas C, D y E, a cargo de la firma argentina Baseler. En 1954 se fabricaron tres coches, y en 1955 cuatro. En 1956 se fabricaron otros cuatro, en 1957 uno y en 1960 se fabricó el último, tras lo cual se canceló el contrato, quedando tres coches sin terminar que fueron vendidos como chatarra. Los primeros coches lucían en sus frentes el escudo del Partido Justicialista hasta la Revolución Libertadora.

#### Reformas
Durante las décadas del 60 y 70, las formaciones fueron reformadas por la metalúrgica Igarreta, en pos de modernizar y estandarizar a flota, cambiando ventanillas e interiores. El mismo proceso sufrieron los coches Metropolitan Cammel y Osgood Bradley de la Línea B y los CAF-General Electric España de las Líneas ex CHADOPyF (Compañía Hispano Argentina de Obras Públicas y Financiamiento, C, D y E). Se probó la reforma en un coche La Brugeoise, fracasando por la falta de torsión y el excesivo peso de la carrocería. En la década de 2010, se proyectó una segunda reforma de los coches O&K-Siemens por el consorcio conformado por las firmas Alstom y Emepa. Sin embargo, solo se logró reformar una formación, a la que se le renovaron frentes, ventanillas, interiores, y se agregaron fuelles entre coches y aire acondicionado. Esta formación es la única de toda la flota de O&K-Siemens en condiciones de circular, en un principio como formación suplente en la Línea H. Hoy en día se encuentra a la espera para ser incorporado al Tren de la Costa.

### Metropolitan Cammel - Osgood Bradley - Fabricaciones Militares "Serie 100"
La Serie 100 original de la Línea B fue la primera flota con la que contó la misma en su inauguración en 1930. Los primeros coches en aparecer fueron los británicos Metropolitan Cammel, en un número de 56 coches bidireccionales autopropulsados y combinables entre sí, siendo los primeros de la red de subtes porteña en tener carrocería metálica (a diferencia de los La Brugeoise, carrozados en madera). Un año después, se agregaron 20 coches construidos por la estadounidense Osgood Bradley, réplicas exactas de los Metropolitan y compatibles con éstos.
En 1965 y ante la creciente demanda de la línea, fueron ensamblados en la planta de Fabricaciones Militares 14 coches más, con componentes eléctricos basados en los dos modelos anteriores. Los tres modelos pasaron por el proceso de modernización y estandarización por parte de Igarreta, con repuestos comunes de carrocería tomados de otros modelos de la red.
La serie fue reemplazada en 1996 por los coches Mitsubishi serie 500-300-900. Solo unos pocos coches fueron preservados por diversas organizaciones ferroviarias.

### Fabricaciones Militares - Siemens "Serie 200"
En 1977, y tras la estandarización hecha por Igarreta,  Fabricaciones Militares volvió a construir coches para la Línea B, pero con mecánica diseñada por Siemens y contando con un diseño nuevo, más moderno, con frentes redondeados y líneas más limpias. Corrieron tres formaciones de 6 coches, numerados en la centena del 200.
Inexplicablemente también fueron reemplazados por los coches Mitsubishi, siendo estos últimos más antiguos que los coches en cuestión, alegando cuestiones de estandarización de la línea.
Tras su salida de servicio, muchos coches fueron vandalizados, siendo dos coches adaptados para trenes obradores en renovaciones de vías, mientras que un coche fue resguardado históricamente y algunos otros entregados para su conversión a coches motores diésel-eléctricos por parte de cooperativas.  

### Hitachi-Nippon Sharyo "Nagoya" series 250/300/1200
En 1999 se adquieren de Japón, más precisamente de la ciudad de Nagoya (ciudad que les da el apodo), unidades para el subte, construidas por el consorcio Hitachi-Nippon Sharyo entre 1957-1964 y 1974 para el Metro de dicha ciudad. Al igual que los Alstom de la serie 100, estas formaciones se componen de dos coches cabinas remolcados, dos coches motrices intermedios y dos coches motrices intermedios desacoplables. Los coches pertenecen a las series 250, 300 y 1200. La 250 se caracteriza por el frente de los coches cabina, teniendo la puerta de comunicación a la derecha, mientras que sus hermanos la tienen en el centro; asimismo, la serie 1200 se diferencia por su altura menor a la de sus "hermanos". Originalmente se alimentaban por un tercer riel, siendo modificados por Osaka Sharyo Kogyo, para circular con catenarias aéreas. Estas formaciones fueron asignadas en un principio a la línea D y a partir de la llegada de los trenes Alstom nuevos, estas unidades fueron siendo trasladadas paulatinamente a la línea C, en reemplazo de las unidades Siemens O&K, hasta 2007. Desde entonces la flota de la línea C, se compone exclusivamente de estos, hasta la inclusión de la serie 5000 en 2015.  Los coches de las series 250 y 300, funcionaron en la línea Higashiyama mientras que los 1200 en la línea Meijo, del metro de Nagoya.
En 2018 se detectaron fibras de Asbesto (material cancerígeno) en componentes de  iluminación de estos coches, motivo por el cual fueron definitivamente radiados del servicio en septiembre de 2019
| País de fabricación          | Japón                                          |
| Periodo de Fabricación       | 1964-1969-1974-1976                            |
| Composición                  | 6 coches (RC1-M2A-M1A-M1B-M2B-RC2)             |
| Velocidad máxima             | 75 km/h                                        |
| Dimensión                    | Longitud: 15.5 m / Ancho: 2.5 m / Alto: 3.50 m |
| Freno de servicio            | electrodinámico (regenerativo) y neumático     |
| Freno de emergencia          | neumático                                      |
| Puertas                      | 3 por lado                                     |
| Alimentación                 | Catenaria / 1.500 Vcc                          |
| Potencia                     | 80 kW por motor, 1280 kW total                 |
| Aceleración y desaceleración | 0,92 m/s2 y 0,97 m/s2 (1,11 m/s2 emergencia)   |
| Peso                         | 21.000 kg remolcado y 21.000 kg motriz         |

### CAF-General Electric España-Siemens Serie 5000
La serie 5000 fue la primera compra de material rodante usado a España por parte del gobierno porteño. Construidos entre 1974 y 1977 por el consorcio CAF-GEE-AEG, arribaron al país en 2011 para reforzar el servicio de la Línea B al inaugurarse la extensión a Juan M. de Rosas. Una parte de la flota contaba con aire acondicionado.
Su disposición era en duplas de coches motrices, de numeración correlativa entre sí, corriendo en formaciones de 6 coches (3 duplas).
Fueron retirados de servicio en febrero de 2018 al encontrarse Asbesto en los recubrimientos interiores de la carrocería.

### CAF - Construcciones y Auxiliar de Ferrocarriles de España

#### CAF-General Electric España Serie 0-100
Conocidos por las siglas GEE, estos coches fueron adquiridos en la década de 1960 para reforzar los servicios de la Línea D tras el traspaso de material rodante hacia la naciente Línea E. Su apariencia se asemeja a la de los O&K-Siemens, compartiendo su disposición en duplas de coche motriz (UM) y remolcado (UR). Una parte de la flota  (la serie 100) se componía de coches bidireccionales autopropulsados, con cabinas en ambos extremos. El ruido característico de sus propulsores fue objeto de varias críticas por parte de los pasajeros. En total se produjeron 31 duplas UM-UR más 18 coches bidireccionales. Fueron los primeros coches de la red en contar con iluminación por tubos fluorescentes. 
Como ya se mencionó, en la década de 1970 fueron reformados por la metalúrgica Igarreta, estandarizando sus componentes de carrocería con los O&K-Siemens y los Metropolitan Cammell/Osgood-Bradley, pero debido a la estandarización de repuestos, perdieron su iluminación fluorescente siendo reemplazada por artefactos incandescentes.
Circularon para todas las líneas construidas por la CHADOPyF, siendo confinados a la Línea E durante la década de 1990, donde circulaban en formaciones de 4 coches (dos duplas UM-UR o una dupla UM-UR acoplada a dos coches serie 100).
Durante la primera mitad de la década de 2010, se enviaron ocho coches para ser modernizados en Emepa junto con coches O&K-Siemens, pero el proyecto fracasó y los mismos fueron rematados como chatarra.
A 2018, son los coches con mayor permanencia en la red.
En 2020, fueron retirados de servicio por contener componentes con asbesto y estar en horrible estado.

### Subte
Fueron construidos a partir de 1980 en base al proyecto de la compañía Subterráneos de Buenos Aires de estandarizar el material rodante en todas las líneas de alimentación por línea aérea de contacto (A, C, D, y E). Salieron en ese año las primeras unidades de la fábrica Materfer de la localidad de Ferreyra, en Córdoba. Fue la línea E su primer destino, siendo pasadas a la D prontamente, por la mayor densidad de pasajeros, y por ende, la mayor demanda y necesidad de esa línea frente a la E. Tienen muchos adelantos técnicos frente a los coches anteriores. Durante los inicios de la década del 2000, fueron compartiendo las vías de la D primero con los coches Nagoya series 200/300/1200 y luego, con los más modernos Alstom Metrópolis Serie 100. Tras completarse la incorporación de estos últimos, los Nagoya partieron a la Línea C y los Materfer comenzaron a pasar en 2015 a la Línea A, la cual se estaba extendiendo. Tres años más tarde, y con la incorporación de la Serie 300 de Alstom, el resto de Materfer comenzaron a regresar a la Línea E, para reemplazar paulatinamente a los CAF-GEE Serie 0-100. La totalidad de coches Materfer fue confinada a esta línea en 2019, cuando los que circulaban en la A fueron reemplazados por las nuevas partidas de la Serie 200 de CNR-Citic.
Estos coches se dividen en tres tipos, motrices con pantógrafo (identificados con la letra A), motrices sin pantógrafo (identificados con la B) e intermedios sin cabina ni pantógrafo (identificados con la C y con numeración independiente de los coches A y B). La formación básica se compone de un coche A y uno B, con la misma numeración. Si se agrega un coche C, la dupla pasa a ser una tripla. Llegaron a circular formaciones de 4 coches (A-B + A-B), 5 coches (A-C-B + A-B) y 6 coches (A-C-B + A-C-B o A-B + A-B + A-B), siendo las dos primeras variantes las usadas en su ubicación actual, la Línea E
| País de fabricación    | Argentina                                                                              |
| Periodo de Fabricación | 1980-1989-1995-1996-1997                                                               |
| Composición            | 6 coches (A-B + A-B + A-B / A-C-B + A-C-B) 5 coches (A-B + A-C-B) 4 coches (A-B + A-B) |
| Capacidad              | 41 personas sentadas y 129 de pie                                                      |
| Velocidad máxima       | 80 km/h                                                                                |
| Dimensión              | Longitud: 16.99 m / Alto: 3.33 m                                                       |
| Potencia               | 185 kW por motor                                                                       |
| Alimentación           | Pantógrafo / 1100 o 1500 Vcc                                                           |
| Peso                   | A = 17.960 kg y B = 17.340 kg                                                          |

### Premetro
Para el Premetro, el consorcio Materfer-Siemens construyó 17 coches automotores, para reemplazar a la improvisada flota de coches La Brugeoise modificados en Talleres Polvorín, los ya mencionados "Lagartos". Desde su puesta en servicio no sufrieron grandes cambios.
| País de fabricación    | Argentina                                        |
| Periodo de Fabricación | 1989                                             |
| Capacidad              | 32 sentados                                      |
| Velocidad máxima       | 70 km/h                                          |
| Dimensión              | Longitud: 15.83 m / Ancho: 2.50 m / Alto: 3.64 m |
| Freno de servicio      | Dinámico / Hidráulico                            |
| Freno de emergencia    | Patín Magnético                                  |
| Alimentación           | Pantógrafo / 750 Vcc                             |

### Alstom Metrópolis

#### Serie 100
Comenzaron a incorporarse en el año 2001 un total de 96 coches de características altamente modernas. Construidas parcialmente en Francia y en Brasil y ensambladas en la ciudad de La Plata, en Buenos Aires, estaban destinadas para reemplazar a los casi centenarios trenes La Brugeoise que circulaban en la mítica Línea A, de ahí su diseño un tanto piramidal y angosto (ya que esta línea cuenta con curvas cerradas a lo largo de su trazado) que ocasiona molestias ante la falta de espacio en la línea D, donde finalmente fueron enviados. Este diseño es cuestionado ya que los coches Brugeoise y Emepa funcionan con comodidad en la línea A, y no así son tan angostos como los Alstom. La razón por la cual no fueron enviados a la línea A es que tal línea aún no disponía de una electrificación preparada para cambiar la tensión de 1100 vcc a los estándares 1500 vcc, con la cual trabajan estos coches. A pesar de disponer de dicha tensión al no ser entregados todos los trenes al mismo tiempo, hubiese sido imposible implantarlos en la línea A, ya que se debían reemplazar 19 formaciones para poder pasar a 1500 vcc.
A inicios de la década de 2010, se incorporaron coches de la misma serie, con el agregado de aire acondicionado
Cada formación consta de dos coche cabina remolcado (RCA y RCB), dos coches motrices intermedios (MM) y dos coches motrices intermedios desacoplables (MPA y MPB), permitiendo la división de la formación en caso de entrar a reparaciones. El esquema de las formaciones es RCA-MM-MPA-MPB-MM-RCB, aunque originalmente iban a ser formaciones de 5 coches, coincidente con las características de la Línea A, agregándose el segundo coche MM al ya confinarse a la Línea D.
La totalidad de esta serie circula en la Línea D, a excepción de una formación transferida a la Línea E en octubre de 2019, a modo de prueba, la cual se configuró con 5 coches.
Una segunda formación fue traspasada a inicios de 2020 y actualmente son 5 formaciones.
| País de fabricación          | Brasil y Argentina                                             |
| Periodo de Fabricación       | 2001-2003-2005-2009                                            |
| Composición                  | 6 coches (RCA-MM-MPA-MPB-MM-RCB) 5 coches (RCA-MPA-MPB-MM-RCB) |
| Capacidad                    | 202 personas sentadas y 621 de pie                             |
| Velocidad máxima             | 80 km/h                                                        |
| Dimensión                    | Longitud: 17,63 m / Ancho: 2.60 m / Alto: 3.48 m               |
| Puertas                      | 4 por lado                                                     |
| Alimentación                 | Pantógrafo / 1.500 Vcc                                         |
| Peso                         | 206.000 kg (formación de 6 coches)                             |
| Aceleración y desaceleración | 1,0 m/s2 y 1,1 m/s2                                            |

#### Serie 300
La segunda serie de coches Alstom Metrópolis comenzó a ponerse en circulación en 2016, en un principio para reemplazar a los O&K-Siemens en la Línea H. Las principales diferencias con sus hermanos mayores radican en su apariencia, con frentes de líneas más redondeadas, la falta de ventanillas en los tramos de lateral donde las puertas "se guardan" cuando se abren, y en el diseño del interior. Además cambia la disposición de las formaciones, compuestas por dos coches cabina remolcados (RCA y RCB) y cuatro coches motrices intermedios (MA, MB, MC y MD), prescindiendo del modo de desacople rápido, y completamente con aire acondicionado.
En 2018, cuando la flota de la Línea H se completó, comenzaron a llegar para completar la renovación de la Línea D, reemplazando a los Materfer-Siemens que luego fueron enviados a la Línea E. En la actualidad, son los coches más nuevos del sistema porteño.
| País de fabricación    | Brasil                                      |
| Período de fabricación | 2014-2019                                   |
| Composición            | 6 coches (RCA-MA-MB-MC-MD-RCB)              |
| Capacidad              | 270 personas sentadas y 1230 de pie         |
| Velocidad máxima       | 80 km/h                                     |
| Dimensiones            | Longitud: 17m / Ancho: 2.58m / Alto: 3.66 m |
| Puertas                | 4 por lado                                  |
| Alimentación           | Pantógrafo / 1500 Vcc                       |

### Mitsubishi-Eidan Series 500/300/900 "Marunouchi"
En 1995, la concesionaria Metrovías requiere el reemplazo inminente del parque rodante de la línea B (que se componía de los antiguos coches Metropolitan Cammell intercalados con formaciones Fabricaciones Militares-Siemens y una leve visita de las formaciones Toshiba-Kinki/Nippon Sharyo-Fiat del Ferrocarril Urquiza). Así se adquieren del Metro de Tokio, más precisamente de la Línea Marunouchi, unidades con cierta compatibilidad con la línea B. Estos vehículos se fabricaron entre 1954 y 1965 (siendo actualmente los coches más antiguos de la red), siendo un total de 3 series (300, 500 y 900).
La serie 500 (numerada entre las centenas del 500 y 800), está compuesta de coches cabina motrices, con posibilidad de acoplarse entre sí (a diferencia del resto de la flota que circulan como duplas o triplas acopladas). Varios coches de esta serie sufrieron modificaciones en sus cabinas, inhabilitándolas o directamente suprimiéndolas, convirtiéndolos en coches intermedios.
La serie 900 comparte gran parte de las características de la serie 500, con la diferencia en que son estrictamente intermedios, al no poseer cabinas. la serie 300 también se compone estrictamente de coches intermedios, pero con detalles propios en el diseño de su carrocería (las tomas de aire de los forzadores, la ausencia de ventanillas en los tramos donde se esconden las puertas laterales, y su frente curvo similar a los coches cabina, a diferencia de los frentes rectos de la serie 900)
Debido a que poseen gálibo tranviario (como el de las líneas A, C, D, E y H, a diferencia de la B, con gálibo ferroviario), tuvieron que ser adaptados en sus laterales con faldones para salvar la distancia entre el borde de los coches y el del andén.
El número de coches por formación es fácilmente modificable, pudiendo correr como mínimo con dos coches. 
En 2016, tres coches de la serie 500 volvieron a Japón para ser restaurados y expuestos como coches históricos de la Línea Marunouchi.
| País de fabricación    | Japón                                                     |
| Periodo de Fabricación | 1954-1965                                                 |
| Composición            | 6 coches motor autopropulsados (6 MC / 4MC+2MI / 2MC+4MI) |
| Capacidad              | 44-58 personas sentadas y 120-132 de pie por coche        |
| Velocidad máxima       | 75 km/h                                                   |
| Dimensión              | Longitud: 17 m / Ancho: 2.79 m / Alto: 3.50 m             |
| Freno de servicio      | electrodinámico y neumático                               |
| Freno de emergencia    | neumático                                                 |
| Potencia               | 75 kW por motor, 1800 kW total                            |
| Puertas                | 3 por lado                                                |
| Alimentación           | Tercer Riel / 600 Vcc                                     |
| Peso                   | 345.000 kg (formación de 6 coches)                        |

Hitachi-Nippon Sharyo "Nagoya" serie 5000:
La serie 5000 de los trenes de Nagoya arribó al país entre 2015 y 2017, consistiendo en una dotación de 5 formaciones de 6 coches. A diferencia de las series anteriores, estas series cuentan con aire acondicionado y pintura color gris plateado (a diferencia del amarillo de sus primos). Su frente recuerda a la serie 250, con un gran ventanal del lado izquierdo y la puerta de comunicación y una ventana más pequeña del lado derecho. La conformación de sus coches es idéntica a las otras series. Fueron incorporados a la Línea C reemplazando a una parte de la flota original de series 250/300/1200.
Se ha constatado que varios coches tienen asbesto en sus componentes, la mayoría ubicada en la aislación entre la parte interior y exterior dentro de las paredes a los efectos de aislamiento adiabático como insonorización según la norma Española..
Por otra parte, debido a que las unidades estaban en depósito de inoperables esto trajo muchas complicaciones para su puesta en funcionamiento ya que debido a su uso y antigüedad tuvieron que ser reparadas lo que demoró su puesta en servicio.
| País de fabricación    | Japón                                                      |
| Período de fabricación | 1980-1990                                                  |
| Composición            | 6 coches (RC1-M2A-M1A-M1B-M2B-RC2)                         |
| Capacidad              | 252 sentados y 428 de pie                                  |
| Velocidad máxima       | 65 km/h                                                    |
| Dimensiones            | Longitud: 15.58m / Ancho: 2.50m / Alto: 3.44 m             |
| Puertas                | 3 por lado                                                 |
| Alimentación           | Pantógrafo / 1500Vcc (originalmente tercer riel / 600 Vcc) |

### CNR Citic Serie 200:
Estos coches fueron adquiridos en un principio, por el Gobierno Nacional, luego complementados por el Gobierno Porteño para reemplazar definitivamente la legendaria tropa de La Brugeoise de la Línea A.
En apariencia y mecánica similares a los Alstom Metrópolis, los coches CNR corren en formaciones de cinco coches: dos coches cabina remolcados (RCA y RCB), dos coches motrices desacoplables (MPA y MPB) y un solo coche intermedio fijo (MM), en el esquema RCA-MPA-MPB-MM-RCB. Para ser incorporados a la red, la Línea A debió interrumpirse por un mes para elevar la tensión de la catenaria de 1100 a 1500V CC. Estas formaciones corrían compartiendo vía con coches Materfer-Siemens, debido a que su número no cubría el total de la flota de coches La Brugeoise radiados. 

Una formación fue trasladada a la Línea C en julio de 2018 para iniciar pruebas de compatibilidad, tras pasar esta prueba, 8 formaciones adicionales fueron trasladadas con el objeto reemplazar a los Hitachi-Nippon Sharyo "Nagoya" series 250/300/1200. Estos coches son reemplazados en la A por otros idénticos pero ligeramente más modernos.
| País de fabricación    | China                              |
| Periodo de Fabricación | 2012-2013-2014-2016-2017           |
| Composición            | 5 coches (Rca+Mpa+Mpb+M+Rcb)       |
| Capacidad              | 1148 pasajeros                     |
| Velocidad máxima       | 80 km/h                            |
| Longitud               | Rc 17,50 m y M 17 m                |
| Puertas                | 4 por lado                         |
| Alimentación           | Pantógrafo / 1.500 Vcc             |
| Peso                   | 140.000 kg (formación de 5 coches) |

### CAF-Siemens-ADTranz Serie 6000
La serie 6000, comprada al Metro de Madrid, fue una compra del gobierno porteño muy cuestionada por la incompatibilidad de tecnología, sobre todo por la toma de energía, siendo estos coches dotados de un pantógrafo que contacta con una catenaria rígida, a diferencia del tercer riel con el que contaba la Línea B, por lo que se tuvo que modificar esta última, elevando drásticamente el costo de la operación.
Construidos entre 1998 y 1999 por CAF, con sistemas eléctricos de Siemens, Alstom y AdTranz, la serie 6000 se destaca por su diseño futurista, la apertura independiente y eléctrica de puertas laterales por medio de una perilla y su escaso ruido de funcionamiento. Por motivos de gálibo, se agregaron los mismos faldones con los que cuentan las formaciones Mitsubishi.
El material fue recibido en estado de abandono, debido a que estaban estacionados en un parque de desguace para piezas, por lo que tuvieron que ser reacondicionadas antes de entrar en servicio en la Ciudad de Buenos Aires, República Argentina. 
Su conformación original es de dupla de coches motores, al igual que sus antecesores, con la variante de poder incluir un coche motor intermedio sin cabinas, convirtiendo el módulo en tripla. Actualmente se encuentran circulando en formaciones de 6 coches (tres duplas o dos triplas).